# Nesodynerus pseudochromus
Nesodynerus pseudochromus är en stekelart som först beskrevs av Perkins 1899.  Nesodynerus pseudochromus ingår i släktet Nesodynerus och familjen Eumenidae. Inga underarter finns listade i Catalogue of Life.